# Konrád Jaroslav Hruban
Konrád Jaroslav Hruban (25. listopadu 1893 Dubany – 26. srpna 1977 Praha) byl český stavební inženýr – odborník na železobetonové stavby, profesor na České vysoké škole technické v Brně a ČVUT v Praze.

## Život
Konrád Hruban se narodil v Dubanech (dnes část obce Vrbátky u Prostějova) v rodině řídícího učitele na obecní škole ve Vřesovicích, kde prožil dětství. Středoškolské vzdělání získal na reálce v Prostějově. V letech 1910–1916 vystudoval obor stavebního inženýrství na ČVUT v Praze a v roce 1921 zde získal doktorát technických věd.
V letech 1919–1920 působil na ředitelství Buštěhradské dráhy v Praze, 1920–1921 v Pražské betonářské společnosti. V roce 1922 se přestěhoval do Brna a působil zde u Všeobecné stavební společnosti, od roku 1924 jako její ředitel.
V roce 1937 se stal mimořádným profesorem staveb železobetonových a železných na České vysoké škole technické v Brně, od roku 1946 řádným profesorem staveb železobetonových. V letech 1947–1948 zde působil jako děkan odboru inženýrského stavitelství a zeměměřičského inženýrství. V roce 1953 odešel do Prahy, kde působil jako profesor na katedře betonových konstrukcí a mostů ČVUT až do roku 1962.

## Dílo
V době svého působení u Všeobecné stavební společnosti se Konrád Hruban podílel na projektech válečného opevnění Československa. Je považován za zakladatele moderního navrhování tenkostěnných skořepinových a lomenicových konstrukcí u nás. Zasloužil se o jejich výzkum, propagaci, zavedení a typizaci i o zavedení normy o navrhování betonových konstrukcí.
Konrád Hruban je autorem 16 monografií věnujících se betonovým zděným konstrukcím, 10 svazků vysokoškolských skript a více než 200 článků v různých českých i zahraničních odborných časopisech.
Byl členem korespondentem Československé akademie věd, čestným členem Českého svazu stavebních inženýrů, Československé vědeckotechnické společnosti aj. Získal zlatou medaili ČVUT a VUT, stříbrnou plaketu ČSAV za zásluhy o vědu a lidstvo, čestnou medaili IASS a v roce 1953 také Státní cenu.